# 1972 en sport automobile
Chronologie du Sport automobile
1971 en sport automobile - 1972 en sport automobile - 1973 en sport automobile
Les faits marquants de l'année 1972 en Sport automobile

## Par mois

### Janvier
- 23 janvier, (Formule 1) : Grand Prix automobile d'Argentine.

### Mars
- 4 mars, (Formule 1) : Grand Prix automobile d'Afrique du Sud.
- 30 mars : Grand Prix automobile du Brésil

### Mai
- 1er mai (Formule 1) : Grand Prix automobile d'Espagne.
- 14 mai (Formule 1) : Grand Prix automobile de Monaco.
- 27 mai : 500 miles d'Indianapolis

### Juin
- 4 juin (Formule 1) : Grand Prix automobile de Belgique.
- 10 juin : départ de la quarantième édition des 24 Heures du Mans.
- 11 juin : victoire de Henri Pescarolo et Graham Hill aux 24 Heures du Mans.

### Juillet
- 2 juillet (Formule 1) : Grand Prix automobile de France.
- 15 juillet (Formule 1) : Grand Prix de Grande-Bretagne.
- 30 juillet (Formule 1) : Grand Prix automobile d'Allemagne.

### Août
- 13 août (Formule 1) : Grand Prix automobile d'Autriche.

### Septembre
- 10 septembre (Formule 1) : en remportant, sur le circuit de Monza, le Grand Prix d'Italie, au volant d'une Lotus-Ford, Emerson Fittipaldi devient champion du monde de Formule 1, alors qu'il reste deux épreuves à disputer avant la fin de la saison.

### Octobre
- 8 octobre (Formule 1) : Grand Prix automobile des États-Unis.
- 24 octobre (Formule 1) : Grand Prix automobile du Canada.

## Naissances
- 2 janvier : Luís Pérez Companc, pilote de rallye argentain.
- 22 janvier : Gonzalo Rodríguez, pilote automobile uruguayen.  († 11 septembre 1999).
- 18 février : Khalid Al Qassimi, pilote de rallyes des Émirats arabes unis.
- 29 février : Brian Hoar pilote automobile de stock-car américain.
- 4 mars : Johannes Franciscus Verstappen, dit « Jos » Verstappen, pilote automobile néerlandais.
- 25 mars : Giniel de Villiers, pilote automobile sud-africain.
- 22 avril : Milka Duno, pilote de course automobile.
- 23 mai : Rubens Barrichello, pilote automobile brésilien de Formule 1.

- 7 juillet : Manfred Stohl, pilote automobile (rallye) autrichien.
- 29 juillet : Juichi Wakisaka, pilote automobile japonais.
- 17 octobre : Guilherme Spinelli, pilote  brésilien de rallye-raid.

## Décès
- 12 mai : Marcel Mongin, pilote automobile de course français. (° 1892).
- 11 juin : Joakim Bonnier, coureur automobile suédois de Formule 1, ayant disputé 104 Grand Prix de 1956 à 1971. (° 31 janvier 1930).